# Юнус Юсупов (військовий)

## Загальні відомості
Юнус Юсупов народився 9 січня 1924 року в кишлаку Обідаран-Чунгак Корешихинського району (в радянські часи Орджонікідзенського району) Таджикистану.
Таджицької національності.
Брав участь у боях на північному заході російського міста Волоколамськ, під Сичевкою Смоленської та Ржевом Калінінградської областей. Має 22 нагороди, у тому числі орден Червоного Прапора і орден Червоної Зірки. Перша бойова нагорода за ті події — медаль «За бойові заслуги».

## Роль Юсупова в історії
Чернівці було звільнено від фашистів 29 березня 1944 року в ході Проскурівсько-Чернівецької операції 1-го Українського фронту при підтримці 2-го Українського фронту. 26 березня 45-та гвардійська танкова бригада форсувала Дністер, а 28-го — Прут. Юнус Юсупов як командир відділення автоматників 45-ї гвардійської танкової бригади одним з перших переправився на протилежний берег Пруту, вступив у запеклий бій з супротивником, знищив 12 гітлерівців і сприяв успішному форсуванню водяних перешкод.
Ранок 29 березня запам'ятався штурмом м. Чернівці, завдяки якому сержант Юнус Юсупов вписав своє ім'я в історію міста. Вступаючи в місто, він дізнався що в міській в'язниці знаходиться група партизан. Знаючи повадки гітлерівців, Юсупов розумів, що в останній момент вони можуть розстріляти полонених, і вирішив негайно атакувати тюрму. Він встиг вчасно, полонених саме готували до страти. Вогнем з автомата він розігнав охорону, зірвавши страту партизан. Вони з радістю приєдналися до загону Юсупова.
Юсупов зі звільненим загоном ішов вулицею Івана Франка в напрямку ратуші. Місцеві жителі вручили йому червоне полотнище, червону матерію, прапор, і, несучи його як знамено повів загін до міської ратуші. Юсупов швидко зібрався на фронтон будинку. І скинув прапор зі свастикою, а на його місце встановив Червоний прапор. Так був звільнений центр Буковини, місто Чернівці.

Зі спогадів Юнуса Юсупова:
...Тот бой запомнился на всю жизнь, мы только что форсировали Прут, как поступил новый приказ идти не Черновцы». «Уже на подступах к городу бойцы узнали, что фашисты собираются расстрелять группу партизан в местной тюрьме. В операции по спасению пленников Юсупов „снял“ охрану тюрьмы и первым ворвался в барак». (А. Л. Гетман).

Я тогда крикнул: „Выходите, берите у фашистов оружие и сражайтесь вместе с нами“, а сам пошел водружать красное знамя над ратушей. (Ю. Юсупов)
Командування бригади 1-го корпусу подало заяву на присвоєння звання Героя Радянського Союзу, але військова рада 1-ї гвардійської танкової армії нагородила його орденом Червоного Прапора, який був вручений йому під номером 99240.
У зв'язку з пораненням в травні 1944 року Юнус Юсупов був звільнений в запас. Він повернувся додому в Таджикистан, закінчив педагогічний інститут, історичний факультет і багато років пропрацював вчителем і директором школи в рідному кишлаку. Після виходу на пенсію займається сільським господарством. Допомагають йому в цьому 10 дітей, 70 внуків та 45 правнуків (на 2005 рік).

## Сучасність

##### Приїзд до Чернівців
У 2005 році з 13 по 17 травня на запрошення міської ради Юнус Юсупов у супроводі свого сина підполковника запасу Джамшеда перебував у Чернівцях, виступав в 15 та 27 середніх школах, 2-й та 3-й гімназіях, в педагогічному коледжі і на зустрічі з ветеранським активом обласного центру. Побував також на екскурсії по Чернівцях.
Перше, що Юнус Юсупов попросив йому показати — це будівлю сучасної школи № 5. Коли під час війни, він з групою розвідників ввійшов увечері в місто вони залишились ночувати в цій будівлі. Місцеві жителі розповіли, що тільки біля тюрми залишились німці. Коли Юсупов зі своїм загоном ночував в приміщенні 5-ї школи, німці були фактично за стіною. Юсупов згадує, що це було дуже кумедно. Вранці, коли радянські війська підходили зі сторони Садгори до Чернівців німці почали відступати. Група Юнуса Юсупова знаходилася вже в місті і він перший встановив червоний прапор.

##### Історична несправедливість
Юнус Юсупов зіграв важливу роль у визволенні міста Чернівці від фашистсько-румунських загарбників 29 березня 1944 року. Він встановив червоний прапор на будівлі міської ратуші, що стало символом звільнення міста з-під фашистського протекторату. Щобільше, він сам став символом свободи, перемоги над окупантами. Але, попри це, його несправедливо забуто. Йому не встановлено меморіальної дошки, пам'ятника, не названо вулиці на його честь. За даними соціологічного опитування, проведеного в середині березня 2011 року, лише 1,1 % респондентів знали про нього. Без сумніву дану тему потрібно розвивати і доносити до громадськості.
У цей час Юнус Юсупов живе в Таджикистані, район Вахдам, кишлак Обідаран-Чунгак.